# Cultuurklas
Sommige scholen voor Voortgezet Onderwijs hebben naast hun normale lessentabel klassen ingericht waar de leerlingen meer dan het normale vakkenpakket aandacht geven aan vormen van Kunst en Cultuur. Deze klassen heten behalve Cultuurklassen soms ook Kunstklassen of Kunst- & Cultuurklassen.
De inrichting kan per school verschillen. Sommige scholen geven de Cultuurklas in de plaats van vakken als muziek en tekenen, bij anderen komt het vak Kunst & Cultuur erbij. Sommige scholen hebben het traject alleen in de onderbouw, bij andere scholen loopt het door tot aan het eindexamen.
Meestal staat het vak K&C apart op de lessentabel. In de tijd die ervoor is gereserveerd zijn leerlingen bezig met alle vormen van Kuns t& Cultuur, zoals:
- Dans  & Beweging
- Ontwerpen / Design
- Tweedimensionale en Driedimensionale vormgeving
- Muziek & Licht, Beeld & Geluid, Audio en Video

Scholen die Cultuurklassen of Kunst & Cultuurklassen hebben, zijn onder andere:
- Jan Tinbergen College in Roosendaal
- Bernardinuscollege in Heerlen
- RSG 't Rijks in Bergen op Zoom
- Kennemer Lyceum in Overveen (vanaf 2012-2013 een verdieping K&C voor brugklasleerlingen die voor extra lessen kiezen).